# Eau vulnéraire
Pour les articles homonymes, voir Vulnéraire et Vulnéraire (plante).
L'eau vulnéraire ou eau d'arquebusade est une teinture officinale, c'est-à-dire une solution médicamenteuse obtenue par action prolongée de l'alcool sur des plantes aromatiques, réputée vulnéraire, c'est-à-dire à même de soigner les plaies.
Les moines composèrent des vulnéraires à base de plantes, destinés à réconforter et à soigner leurs hôtes de passage malades ou blessés ; un grand nombre de ces élixirs ont évolué vers la liqueur classique de nos jours,.

## Histoire
Dès le VIe siècle, les moines élaboraient une eau vulnéraire dont ils se transmettaient la composition entre monastères.
L'appellation « Eau d’arquebusier » ou « eau d’arquebusade » remonterait elle au XVIe siècle, au monastère de Saint-Antoine, dans le Vercors en France. À cette date, le roi François Ier donne l’ordre à quelques moines de développer un remède pour soigner les blessures causées par les arquebuses, dont les plaies se cicatrisaient difficilement.
« Cette eau a été longtemps estimée, et l'est encore chez bien des gens, comme un excellent remède pour guérir les contusions, dissoudre le sang coagulé, dissiper les tumeurs qui surviennent aux fractures et aux dislocations, prévenir les progrès de la gangrène, déterger et cicatriser les ulcères et les plaies, celles surtout qui sont causées par des armes à feu. La pratique moderne en fait peu d'usage . »
En 1823, on distinguait :
- Eau vulnéraire blanche : alcoolat obtenu en faisant infuser une double dose d'alcool sur la même quantité de plantes que celle qui sert à préparer l'eau vulnéraire rouge, et distillant ensuite.
- Eau vulnéraire rouge : alcoolat aromatique qu'un obtient en distillant de l'eau de vie ordinaire avec des fleurs de lavande, des feuilles d'angélique et de basilic, et des sommités de sauge, d'absinthe, de fenouil, d'hysope, de rue, de marjolaine, d'origan, de serpolet, de sarriette, de menthe poivrée, de mélisse, de thym, de romarin, de calament et de scordium. On le colore en rouge avec l'orcanette ou la cochenille.
- Eau vulnéraire spiritueuse, eau d'arquebusade : aqua vulneraria spirituosa; alcool très étendu d'eau, et chargé de diverses huiles essentielles, qu'on obtient en distillant du vin blanc avec un grand nombre de plantes aromatiques[5].

## Composition
Elle se compose de feuilles récentes d'absinthe, de sauge, de fenouil, de mélisse, de rue, de romarin, de calament, de serpolet, de sarriette, d'angélique, d'hysope, de basilic, de thym, d'origan, de marjolaine, de lavande, etc. et d'éthanol.

## Recette
Teinture ou eau vulnéraire rouge, et eau d'arquebusade blanche :
Sommité sèche de :
| - sauge - absinthe - fenouil - hysope - rue - marjolaine - origan - camomille romaine - sarriette | - menthe aquatique - mélisse - thym - romarin - calament - serpolet - Feuilles récentes d'angélique, de basilic - Fleurs de lavande - Fleurs de mille-pertuis |

Le tout 128 grammes
- Eau-de-vie à 22°.

24 kilogrammes
Mettez à macérer le tout pendant quinze jours ; passez et filtrez. Afin que l'alcool devienne bien rouge, on y fait macérer le la racine d'orcanette ou de la cochenille, avec un peu d'alun, ou de la résine laque, pour l’eau vulnéraire rouge. Le millepertuis d'ailleurs la colore déjà
C'est un bon vulnéraire, appliqué sur les contusions, les luxations, foulures, coups, etc. Il raffermit les lèvres des plaies récentes ; il sert comme dentifrice pour consolider les gencives. On s'en rince la bouche avec de l'eau.
Ce même alcool, sur la même quantité de plantes, et infusé, donne, parla distillation, l’eau vulnéraire blanche, dite d'arquebusade.
L'ancienne formule prescrit, à pareille dose, le mille-pertuis, la sarriette, le romarin, le scordium, le basilic, la rue, le serpolet, etc., que le Codex supprime. Le Codex pense que la sauge, le fenouil, le thym, la lavande, sont des éléments les plus actifs.
Elle se prend aussi à l'intérieur dans les syncopes et évanouissements, elle est également cosmétique.
L'alcoolé, dit eau d'émeraudes, à cause de sa couleur verte d'abord (mais qui jaunit ensuite à l'air et à la lumière), est un alcool aromatique par infusion sur des plantes qui fournissent un principe colorant vert, comme l'angélique, l'absinthe, la rue, le persil et autres herbes fraîches, avec plusieurs de celles de l'eau d'arquebusade. Les propriétés de ces eaux se ressemblent à peu près. On peut en composer de mille sortes, avec les plantes aromatiques.
Nous ne donnons pas la recette de l'ancienne eau d'arquebusade, parce qu'il y entre une foule de végétaux insignifiants.